# ATV Offroad Fury 3
 (septembre 2024).
La mise en forme du texte ne suit pas les recommandations de Wikipédia : il faut le « wikifier ».
Les points d'amélioration suivants sont les cas les plus fréquents. Le détail des points à revoir est peut-être précisé sur la page de discussion.
- Les titres sont pré-formatés par le logiciel. Ils ne sont ni en capitales, ni en gras.
- Le texte ne doit pas être écrit en capitales (les noms de famille non plus), ni en gras, ni en italique, ni en « petit »…
- Le gras n'est utilisé que pour surligner le titre de l'article dans l'introduction, une seule fois.
- L'italique est rarement utilisé : mots en langue étrangère, titres d'œuvres, noms de bateaux, etc.
- Les citations ne sont pas en italique mais en corps de texte normal. Elles sont entourées par des guillemets français : « et ».
- Les listes à puces sont à éviter, des paragraphes rédigés étant largement préférés. Les tableaux sont à réserver à la présentation de données structurées (résultats, etc.).
- Les appels de note de bas de page (petits chiffres en exposant, introduits par l'outil «  Source ») sont à placer entre la fin de phrase et le point final[comme ça].
- Les liens internes (vers d'autres articles de Wikipédia) sont à choisir avec parcimonie. Créez des liens vers des articles approfondissant le sujet. Les termes génériques sans rapport avec le sujet sont à éviter, ainsi que les répétitions de liens vers un même terme.
- Les liens externes sont à placer uniquement dans une section « Liens externes », à la fin de l'article. Ces liens sont à choisir avec parcimonie suivant les règles définies. Si un lien sert de source à l'article, son insertion dans le texte est à faire par les notes de bas de page.
- La présentation des références doit suivre les conventions bibliographiques. Il est recommandé d'utiliser les modèles {{Ouvrage}}, {{Chapitre}}, {{Article}}, {{Lien web}} et/ou {{Bibliographie}}. Le mode d'édition visuel peut mettre en forme automatiquement les références.
- Insérer une infobox (cadre d'informations à droite) n'est pas obligatoire pour parachever la mise en page.

Pour une aide détaillée, merci de consulter Aide:Wikification.
Si vous pensez que ces points ont été résolus, vous pouvez retirer ce bandeau et améliorer la mise en forme d'un autre article.
ATV Offroad Fury 3 est un jeu vidéo de course développé par Climax Racing et publié par Sony Computer Entertainment pour PlayStation 2. Il est sorti le 2 novembre 2004 en Amérique du Nord et le 10 février 2006 en Europe.
Le jeu a été remplacé par ATV Offroad Fury 4 en 2006.

## Système de jeu
ATV Offroad Fury 3, qui s'étend par rapport à son prédécesseur, propose plus de VTT, ainsi que plus de championnats, de mini-jeux et une physique améliorée. Comme pour le reste de la série, le jeu tourne autour de courses de véhicules tout-terrain (VTT) sur des pistes de course en terre. En plus des courses, un autre objectif majeur du jeu est les cascades. Les cascades peuvent être réalisées en appuyant sur une combinaison de boutons pendant que le VTT du joueur est dans les airs. Chaque cascade nécessite un temps différent pour être réalisée. Le jeu propose également un « gameplay tout -terrain en liberté ».
Le jeu propose également un jeu en ligne via i-Link, un réseau local (LAN) ou d'autres connexions réseau.
Le jeu contient des fonctionnalités de personnalisation, telles que le choix des pièces pour le VTT, le changement des couleurs et même la création de son propre logo unique.
À sa sortie en 2004, le jeu a été bien accueilli par les critiques et les fans de la franchise pour son atmosphère de monde ouvert et sa physique de jeu avancée.

### Version PSP
Une version PlayStation Portable est sortie quelques mois plus tard, intitulée ATV Offroad Fury: Blazin' Trails . Le jeu consiste à faire des courses de véhicules tout-terrain (VTT) sur une piste de terre. Un autre objectif majeur du jeu est la réalisation de cascades. Les cascades peuvent être réalisées en appuyant sur une combinaison de boutons pendant que le VTT du joueur est dans les airs. Chaque cascade nécessite un temps de réalisation différent. En plus des courses, le jeu propose des mini-jeux, des parcours d'entraînement et un mode carrière.
Le jeu propose également un jeu en ligne via une connexion WiFi .

## Développement
ATV Offroad Fury 3 est le premier jeu de la série à ne pas être développé par Rainbow Studios après que la société ait été acquise par THQ près d'un an avant la sortie de Fury 2. que Rainbow Studios commençait à travailler avec THQ pour développer MX Unleashed et lancer la série MX vs. ATV qui sert de croisement avec la trilogie MX de THQ , il a approché Climax Studios, connu pour avoir développé la duologie ATV Quad Power Racing , pour offrir une opportunité de créer un autre jeu de course de VTT en continuant la série Offroad Fury .

## Accueil
ATV Offroad Fury 3 a reçu des critiques « généralement favorables » selon l'agrégateur de critiques Metacritic.
| Score global              | Score global |
| Agrégateur                | Score        |
| ------------------------- | ------------ |
| Métacritique              | 78/100       |
| Publication               | Score        |
| Electronic Gaming Monthly | 7,5/10       |
| Eurogamer                 | 6/10         |
| Game Informer             | 7/10         |
| GameSpot                  | 7,5/10       |